# Linux Malware Detect
Linux Malware Detect (LMD) és un escànner de ''malware'' alliberat sota llicència GNU GPLv2, que se centra en les amenaces en entorns de servidor. Utilitza sistemes de detecció d'intrusions a la xarxa per extreure el malware que s'utilitza activament en els atacs i generar firmes de detecció. Les firmes que LMD utilitza són xifrades amb el hasH MD5 i coincideix amb el patró hexagonal, el que facilitat la seva exportació a moltes d'altres eines com ClamAV.